# Бель-Эр (станция метро)
Бель-Эр (фр. Bel-Air) — станция линии 6 Парижского метрополитена, расположенная в XII округе Парижа. Названа по одноимённому кварталу, в котором расположена.
Является одной из станций Парижского метро, к которым не подходит наземный общественный транспорт.

## История
- Станция открылась 1 марта 1909 года в составе оригинального участка линии 6 Пляс д'Итали — Насьон). Конструкция станции была выбрана наземной в связи с необходимостью пересечения ликвидированной в 1969 году линии от бывшего Бастильского вокзала. После ликвидации железной дороги по её трассе в 1990 году были проложены велосипедная дорожка и Променада Планте.
- Станция оказалась в числе тех, что были законсервированы в связи с началом Второй мировой войны в 1939 году и не эксплуатировалась до 7 января 1963 года.
- Пассажиропоток по станции по входу в 2011 году, по данным RATP, составил 2 369 793 человек[2]. В 2013 году этот показатель снизился до 2 319 026 пассажиров (230 место по пассажиропотоку в Парижском метро)[3].

## Конструкция и оформление
Станция построена по проекту наземной открытой станции, применявшемуся на нынешней трассе линии 6 в 1906—1909 годах: две боковые платформы с навесами от дождя, при этом путевое полотно не закрыто общей крышей. Аналогичное или максимально сходное архитектурное решение было применено на станциях Бастий (линия 1, 1900), а также на станциях Пасси и Сен-Жак на линии 6.

## Галерея

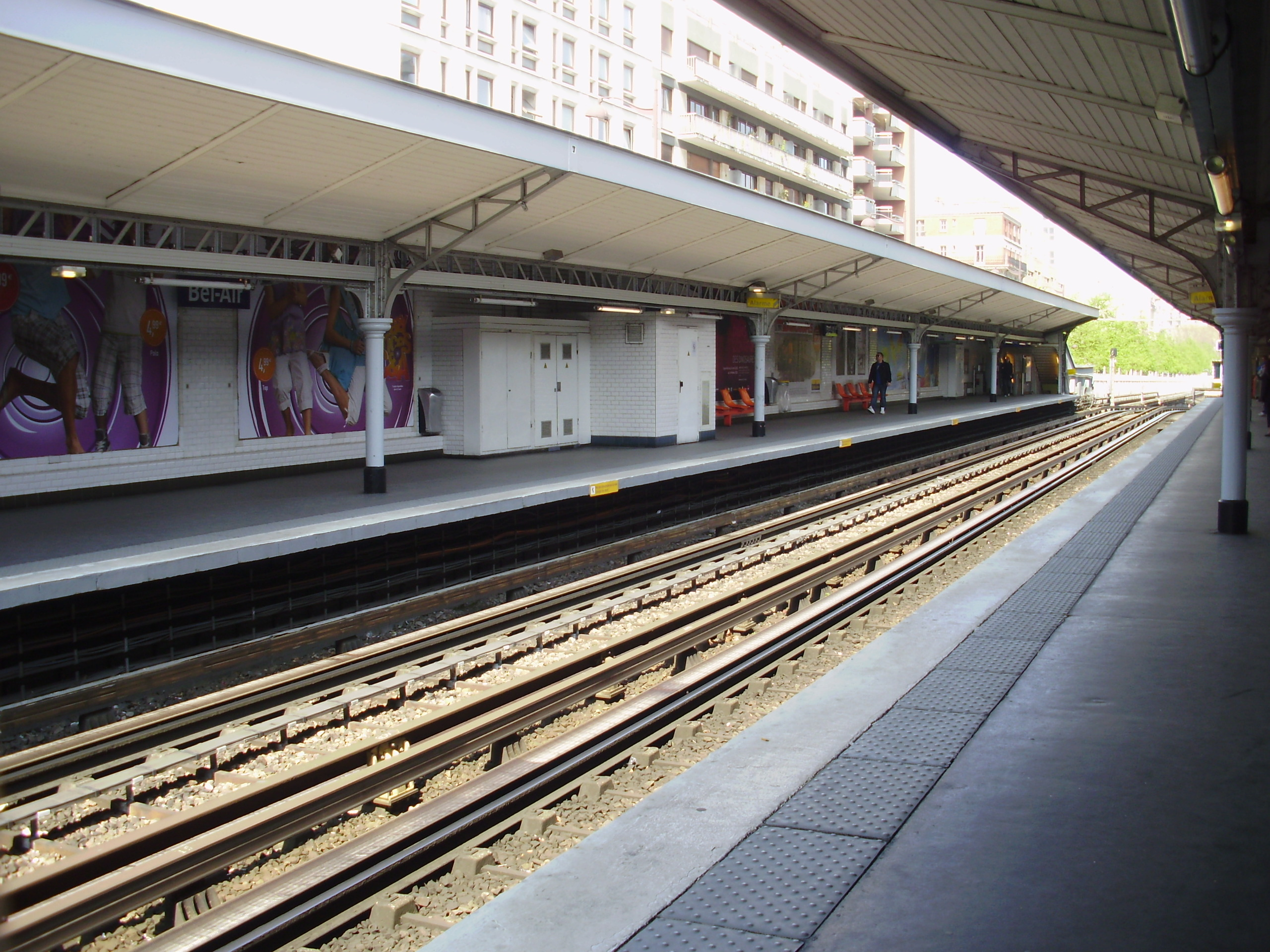
Вид в сторону Насьона
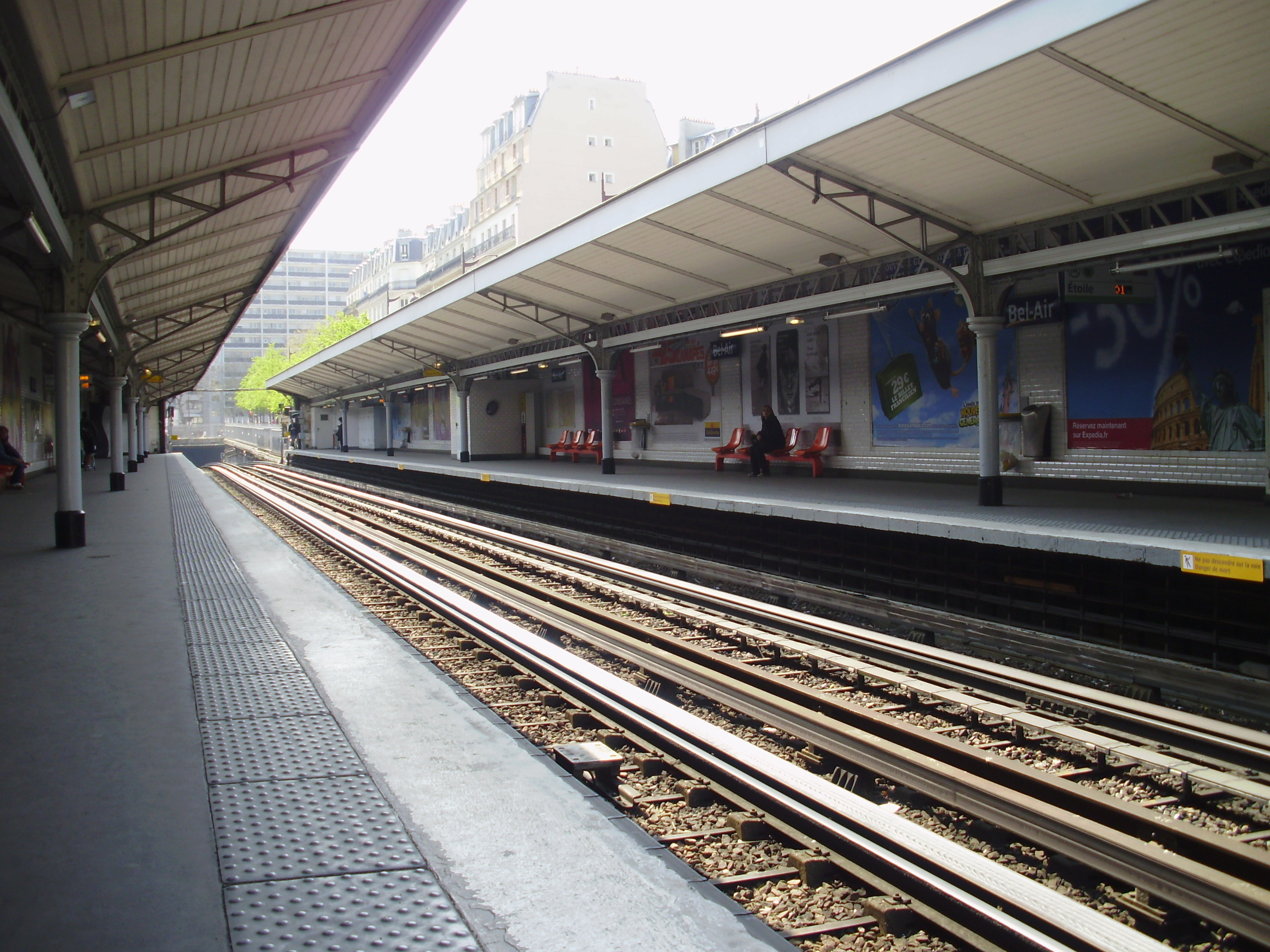
Вид в сторону Шарль де Голль — Этуаль
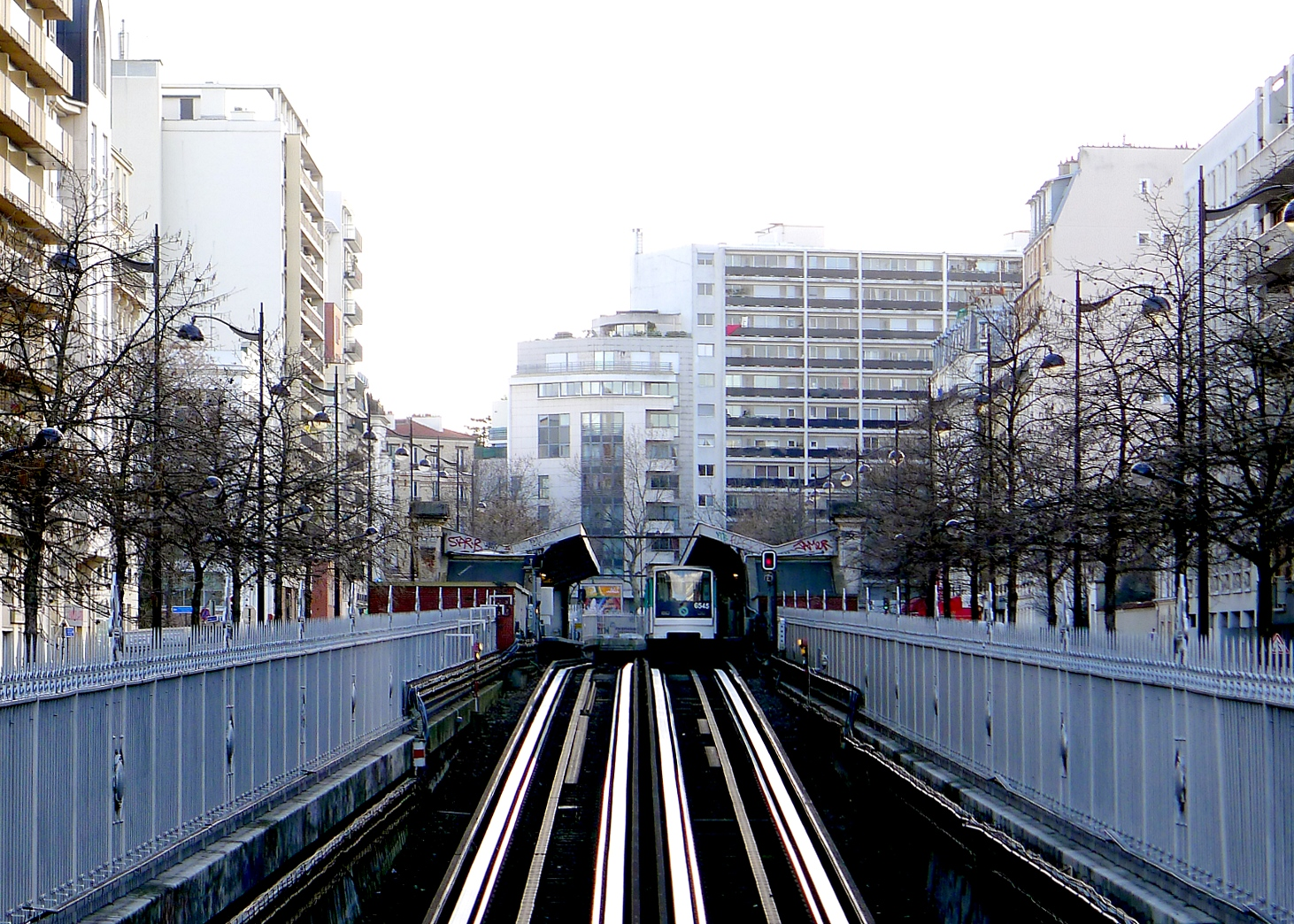
Вид на станцию со стороны бульвара де Пикпюс
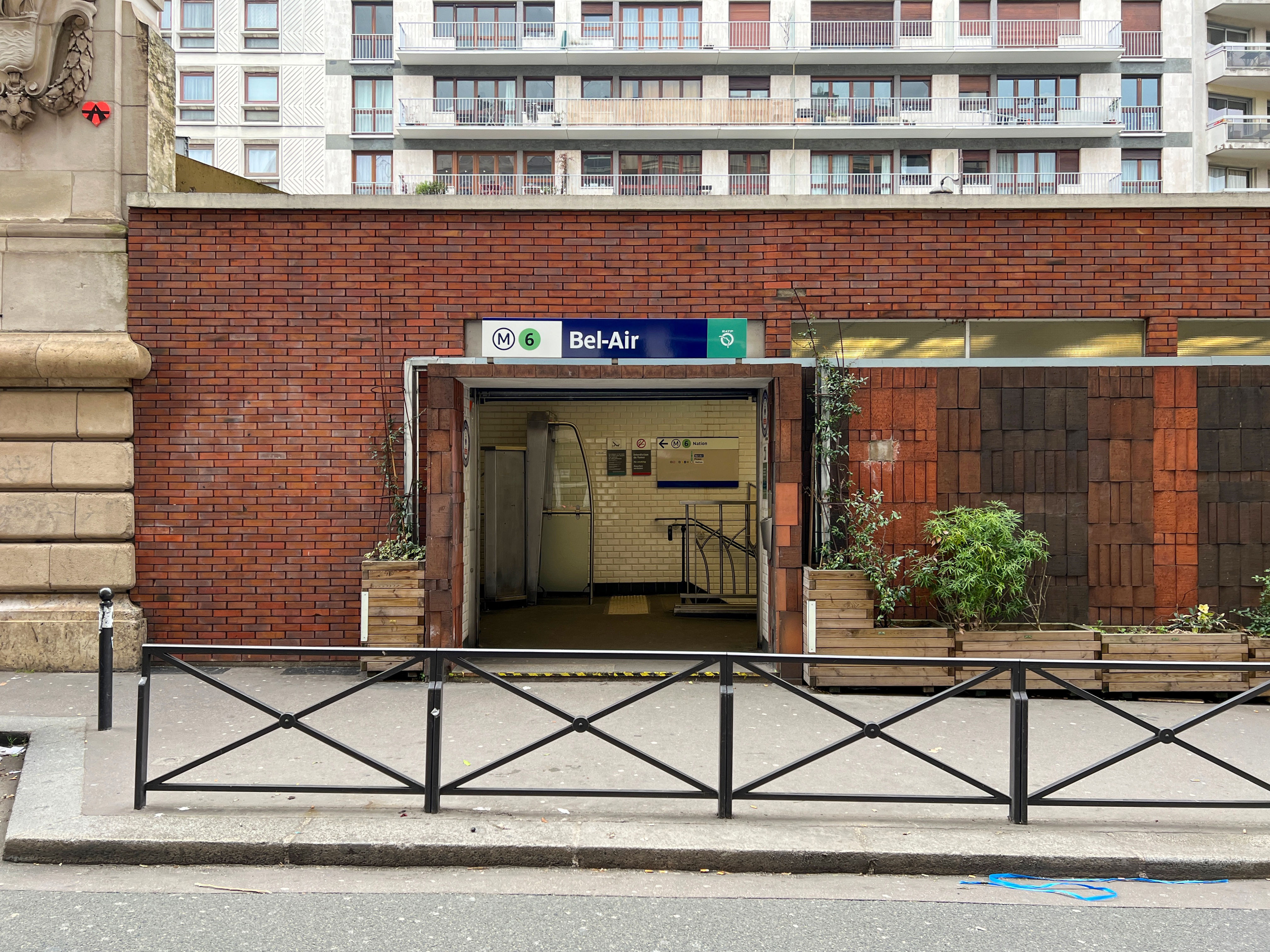
Вход на станцию